# Au Bonheur des Dames (film, 1930)
Pour les articles homonymes, voir Au Bonheur des Dames (homonymie).
Pour plus de détails, voir Fiche technique et Distribution.
Au Bonheur des Dames est un film français de Julien Duvivier, son dernier film muet, réalisé en 1930 d'après le roman Au Bonheur des Dames d'Émile Zola.
Une autre adaptation sera tournée en 1943 par André Cayatte : Au Bonheur des Dames.

## Synopsis
L'essor des grands magasins au XIXe siècle à travers l'histoire d'une orpheline qui monte à Paris pour travailler chez son oncle marchand de draps, transposée dans le Paris de la fin des années 1920. Le grand magasin est ici les Galeries Lafayette Haussmann, en plein travaux d'agrandissements (réels) abandonnés après le krach de 1929.

## Fiche technique
- Réalisation : Julien Duvivier
- Scénario : Noël Renard, d'après le roman d'Émile Zola
- Costumes : Gerlaur et Marthe Pinchard
- Photographie : André Dantan, René Guichard, Émile Pierre et Armand Thirard
- Décors : Christian Jaque, Fernand Delattre et Percy Day
- Production : Charles Delac et Marcel Vandal
- Société de production : Le Film d'art - Delac et Vandal
- Pays de production : France
- Format : Noir et blanc - Muet   - 1,37:1
- Genre : Drame - Romance
- Date de sortie : 
  - France : 3 juillet 1930

## Distribution
- Dita Parlo : Denise Baudu
- Pierre de Guingand : Octave Mouret
- Germaine Rouer : Mme Desforges
- Mireille Barsac : Madame Aurélie
- Nadia Sibirskaïa : Geneviève Baudu
- Fabien Haziza : Colomban
- Fernand Mailly : Sébastien Jouve - Le chef du personnel
- René Donnio : Deloche
- Albert Bras : Bourdoncle
- Adolphe Candé : Le Baron Hartmann
- Armand Bour : Baudu
- Ginette Maddie : Clara
- Andrée Brabant : Pauline
- Simone Bourday :
- Colette Dubois
- Yvonne Taponié
- Marthe Barbara-Val (créditée Barbara Val)
- Marcelle Adam
- Mme Cognet
- Mme Récopé
- Charles Frank (crédité Charles Franck)
- Jean-Paul Roger
- Jean Liézer
- Durafour

## À noter
- Le film est tourné pour l'essentiel dans les Galeries Lafayette Haussmann, alors en travaux. Cependant, la façade prise en contre-plongée à 1,19:10 est celle de la Samaritaine (bâtiment 2), à l'angle du quai du Louvre et la rue de l'Arbre-Sec.